# اندرو مارتون
اندرو مارتون (مجاری: Andrew Marton؛ ‏ ۲۶ ژانویهٔ ۱۹۰۴ – ۷ ژانویهٔ ۱۹۹۲) تهیه‌کننده، کارگردان، فیلم‌نامه‌نویس و تدوین‌گر مجارستانی بود.
از فیلم‌هایی که وی در آنها نقش داشته‌است، می‌توان به نبرد برای رم اشاره کرد.